# Hochablass

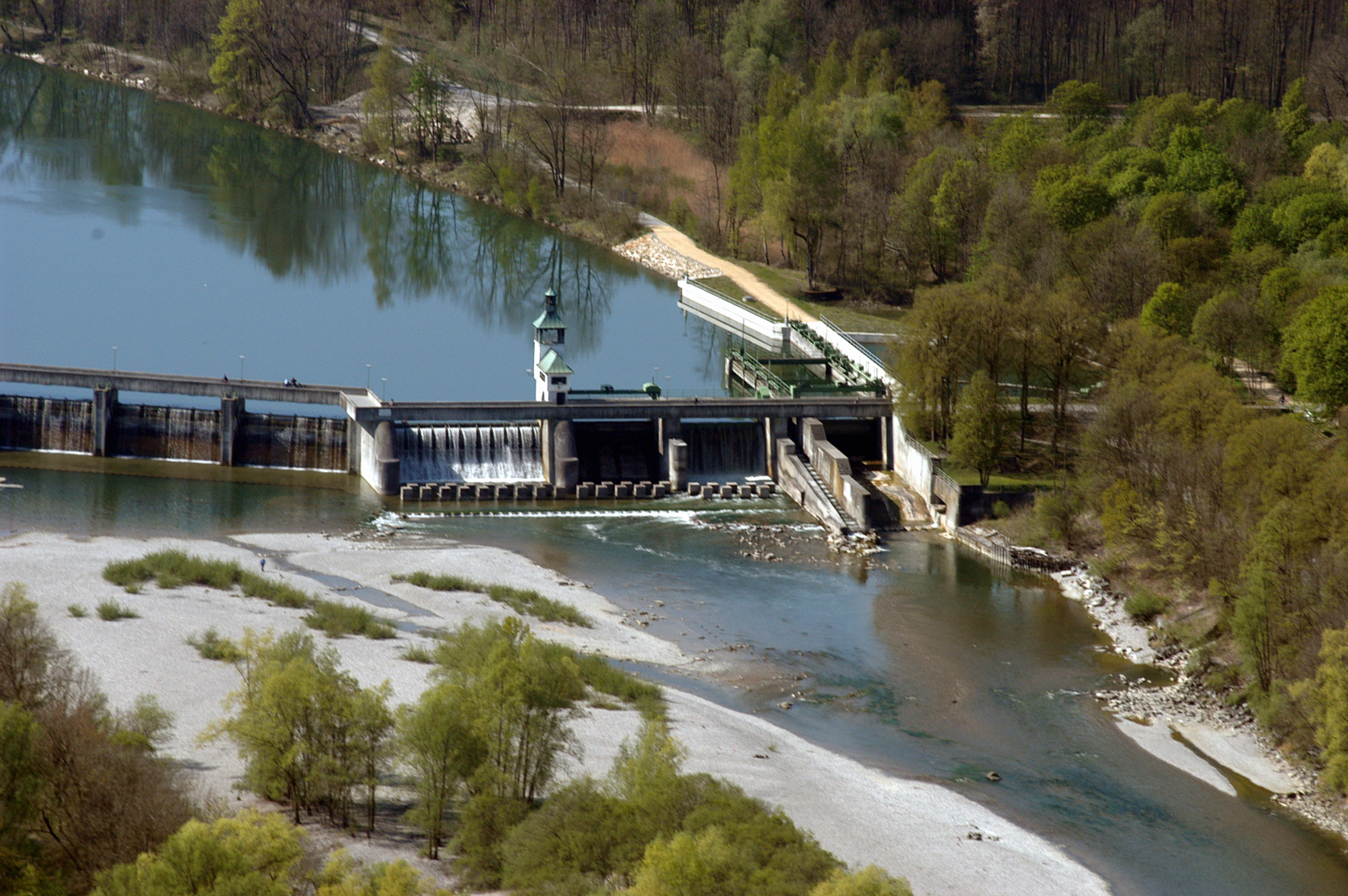
Der Hochablass (Luftbild)

Der Hochablass ist ein Stauwehr im Lech, das im östlichen Stadtgebiet von Augsburg liegt. Vom westlichen Teil der Wehranlage zweigt der Hauptstadtbach ab, der von hier in die Augsburger Altstadt geleitet wird und dort zusammen mit dem Wasser des Lochbachs in vielen Kanälen das Lechviertel durchfließt. Er ist ein wichtiger Teil von Augsburgs historischer Wasserwirtschaft und wurde als Teil des Augsburger Wassermanagement-Systems am 6. Juli 2019 in die Welterbeliste der UNESCO aufgenommen.

## Geschichte
Gemäß einer Inschrifttafel am Wehr soll die erste Anlage zur Lechwasser-Einleitung nach Augsburg im Jahr 1000 erfolgt sein. Hierfür gibt es aber keinen urkundlichen Beleg, diese Jahreszahl ist nur geschätzt. Im Jahr 1346 ist ein erster Wehrdamm an der Stelle des heutigen Ablasses urkundlich belegt. Seither erlitten die Wehranlage und ihre Gebäude insgesamt immer wieder schwere Hochwasserschäden sowie mehrere Zerstörungen in Kriegen.
Um das Recht, Wasser vom Lech zur Nutzung in der Stadt abzuleiten, gab es jahrhundertelang immer wieder Auseinandersetzungen zwischen der Reichsstadt Augsburg und den Wittelsbachern, deren Gebiet, das herzogliche Bayern, an das Ostufer des Lechs angrenzte. Im Jahr 1418 erteilte König Sigismund der Stadt Augsburg das Recht, den Lechfluss „nach Frommen“ zu nutzen, auf ihm zu flößen, Bauten einzurichten und falls nötig, Hindernisse mit Gewalt zu entfernen. Doch der Bayernherzog Albrecht III. verweigerte 1457 der Stadt dieses Recht. Der Streit endete mit der Erlegung von 2000 Gulden durch die Stadt. Fünf Jahre später stellte Kaiser Friedrich III. der Stadt Augsburg einen Freiheitsbrief aus, der es ihr erlaubte, aus dem Lech so viele Bäche abzuzweigen, als für sie nötig wäre. Dessen ungeachtet ließ der bayerische Herzog Albrecht IV. im Jahr 1468 den Lechanstich nach Augsburg mit Pfählen verrammen, so dass keine Flöße mit Waren und Rohstoffen mehr in die Stadt gelangen konnten. Als Reaktion darauf verriegelte die Stadt im darauffolgenden Jahr ihrerseits den Fluss, so dass er nicht mehr befahren werden konnte. Nach weiteren Eskalationen ging die Sache erneut bis vor den Kaiser (Maximilian I.), der letztlich vermittelte.
In den 1590er Jahren verlagerte der Lech sein Flussbett nach Osten, wodurch die Stadt Augsburg von Wassermangel bedroht wurde. Um diesem entgegenzuwirken, ließ sie neue Kastenbauten in den Lech einsetzen, die die Versorgung des Anstichs sicherstellten. Dies brachte wiederum den Bayernherzog Wilhelm V. auf, der am 31. Januar 1596 in das Wehr eine 64 Fuß breite Öffnung einbrechen und gegen den Stadtkanaleinlass einen 140 Fuß langen Damm aufschütten ließ, so dass der Stadt das Wasser vollends ausblieb. So herausgefordert, sandte die Stadt 250 Arbeiter, die die bayerischen Uferkorrektionen schleiften, gesichert von 160 Schützen. Nachdem 100 weitere Augsburger Schützen mobilisiert und 300 Söldner zur Unterstützung der Wachtruppen bereitgestellt worden waren, endete die Machtprobe des Augsburger „Wasserkriegs“ schließlich gütlich. Das Lechablasswehr wurde mit kostenlosem bayerischen Holz erneuert.

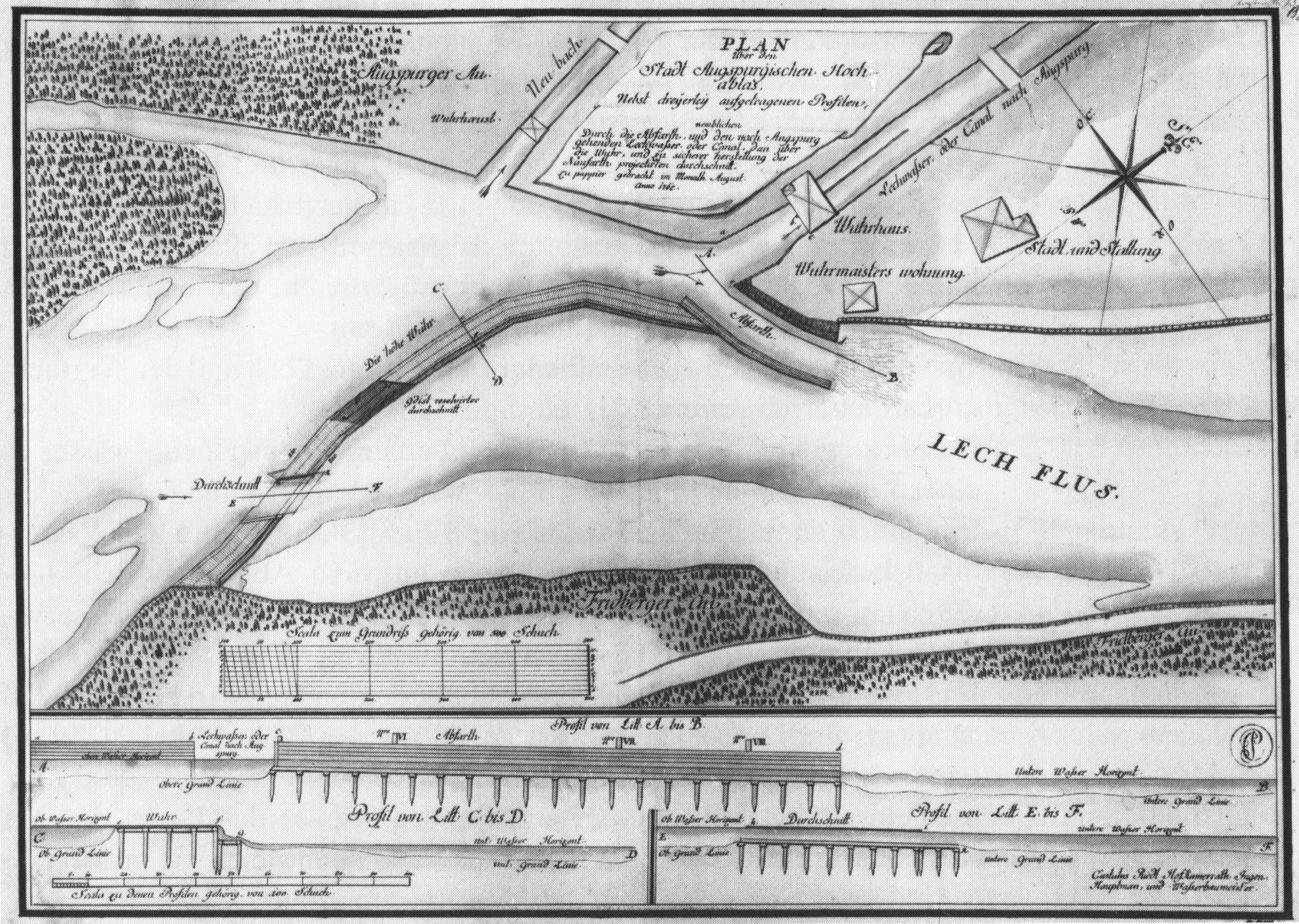
Plan über den Stadt Augspurgischen Hochablas, 1762

Im Dreißigjährigen Krieg wurden am 5. Oktober 1634 sämtliche Ablassgebäude durch kaiserliche Kroaten niedergebrannt. 1635 wurden sie wieder errichtet, doch am 4. September 1703 erneut im Spanischen Erbfolgekrieg zerstört. 1707 bis 1710 wurden sie wieder aufgebaut. 1793 brannte das hölzerne Hauptschleusengebäude durch eine Nachlässigkeit nieder. Am 20. September 1797 zogen die letzten Teile der französischen Arrièregarde über den Lech und steckten dabei die Friedberger und Lechhauser Lechbrücken in Brand. In den Jahren 1797–1798 erfolgte ein massiver Neubau des Hauptschleusengebäudes. In Hochwassern von 1816, 1824 und 1831 wurde das Ablasswehr beschädigt und jeweils wieder danach repariert.
Bei einem verheerenden Hochwasser im Jahr 1910 wurde schließlich nicht nur das Wehr, sondern auch das steinerne Hauptschleusengebäude von 1798 zerstört.

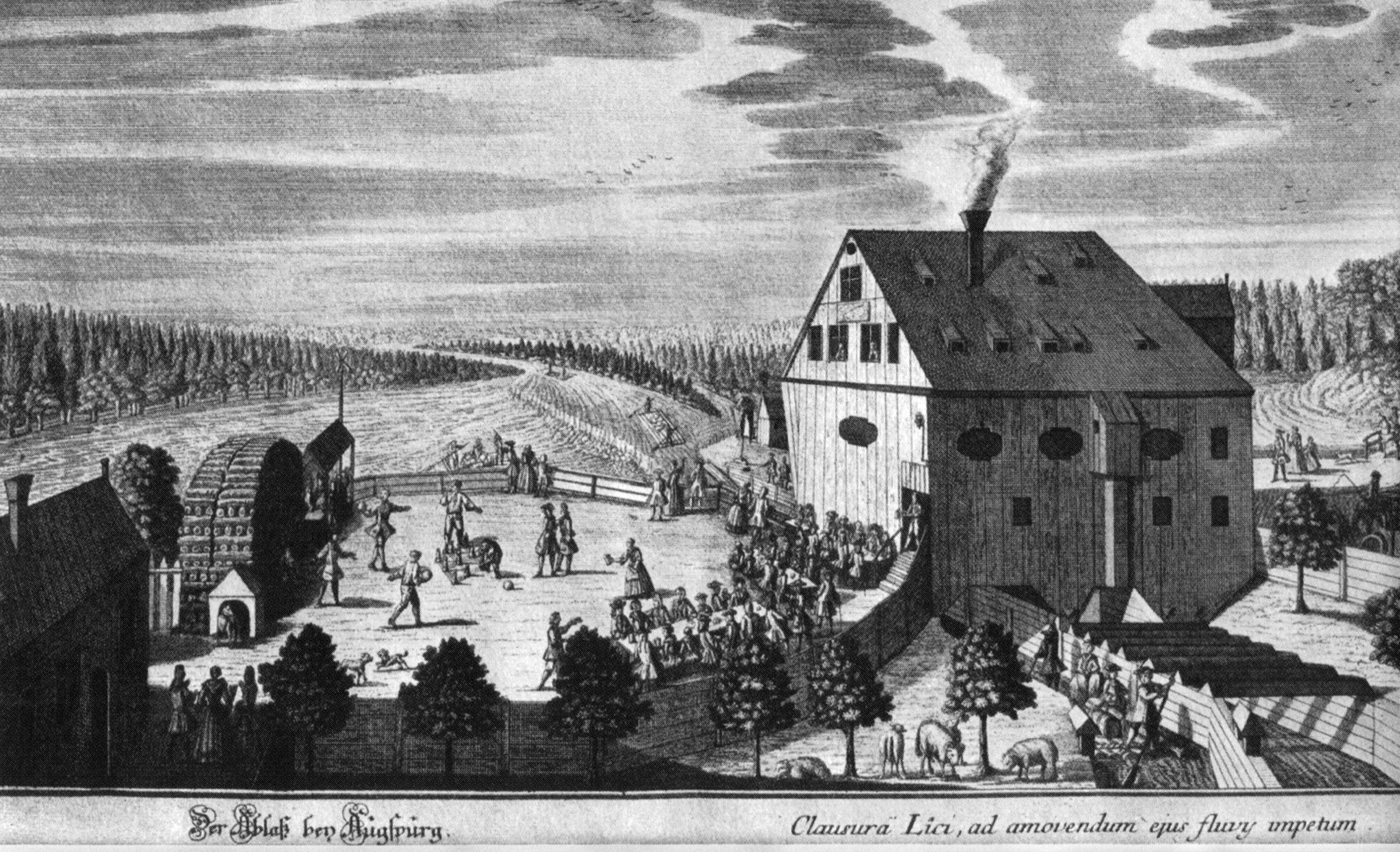
Der Ablass Mitte des 18. Jahrhunderts
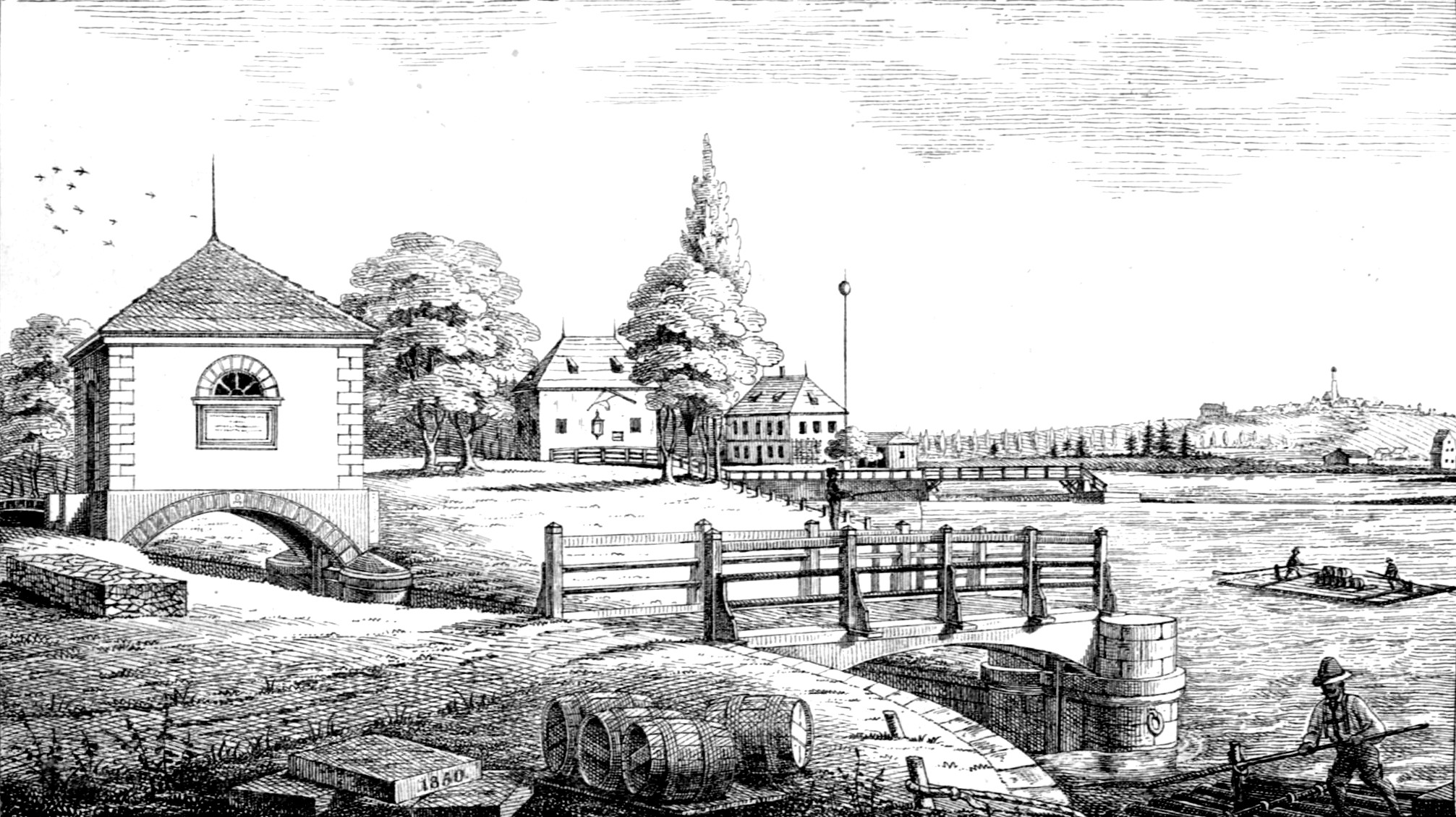
Hochablasswehr 1850
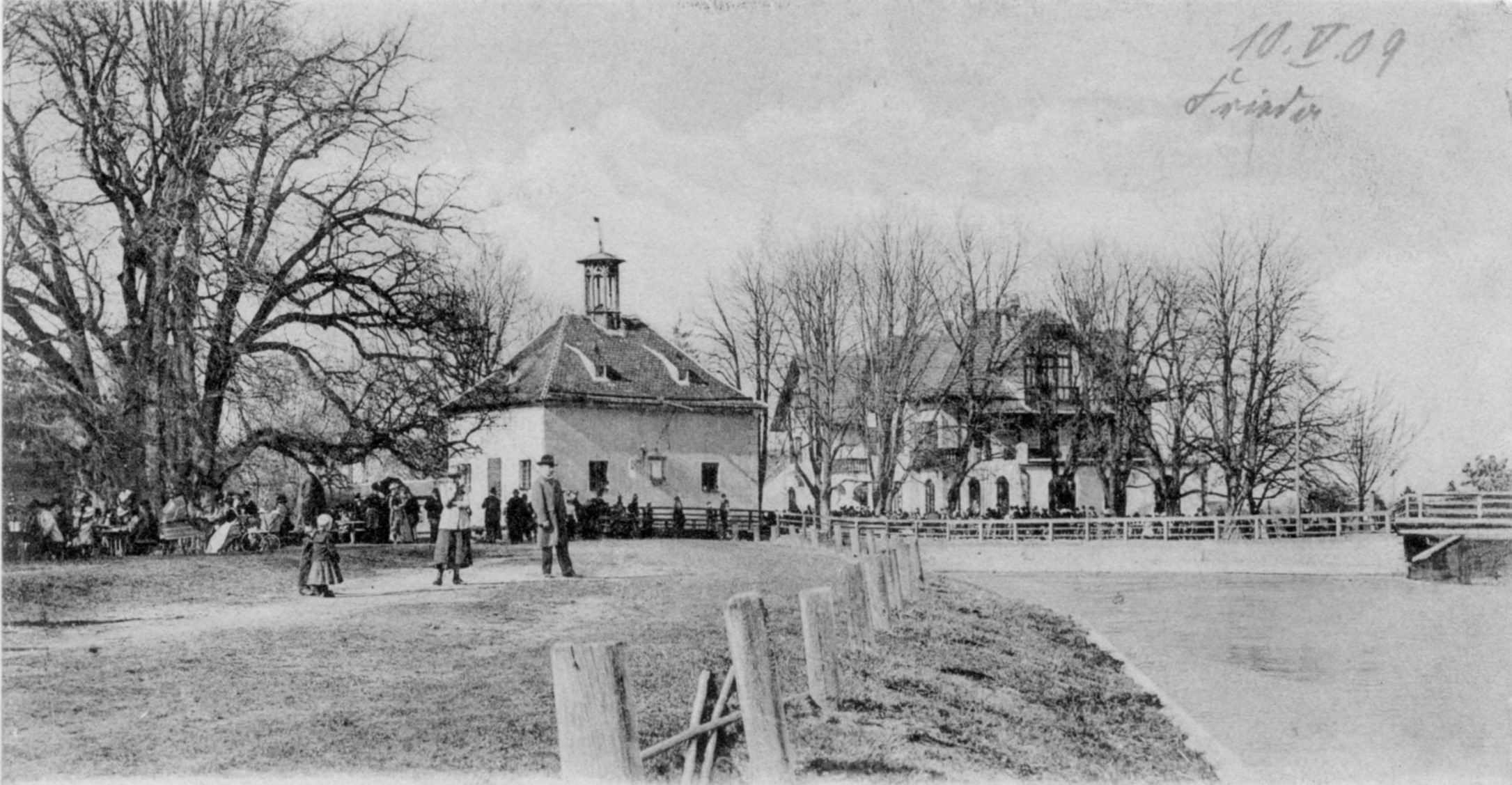
Schleusenhaus mit 350-jähriger Linde und Gaststätte vor der Überschwemmung 1910
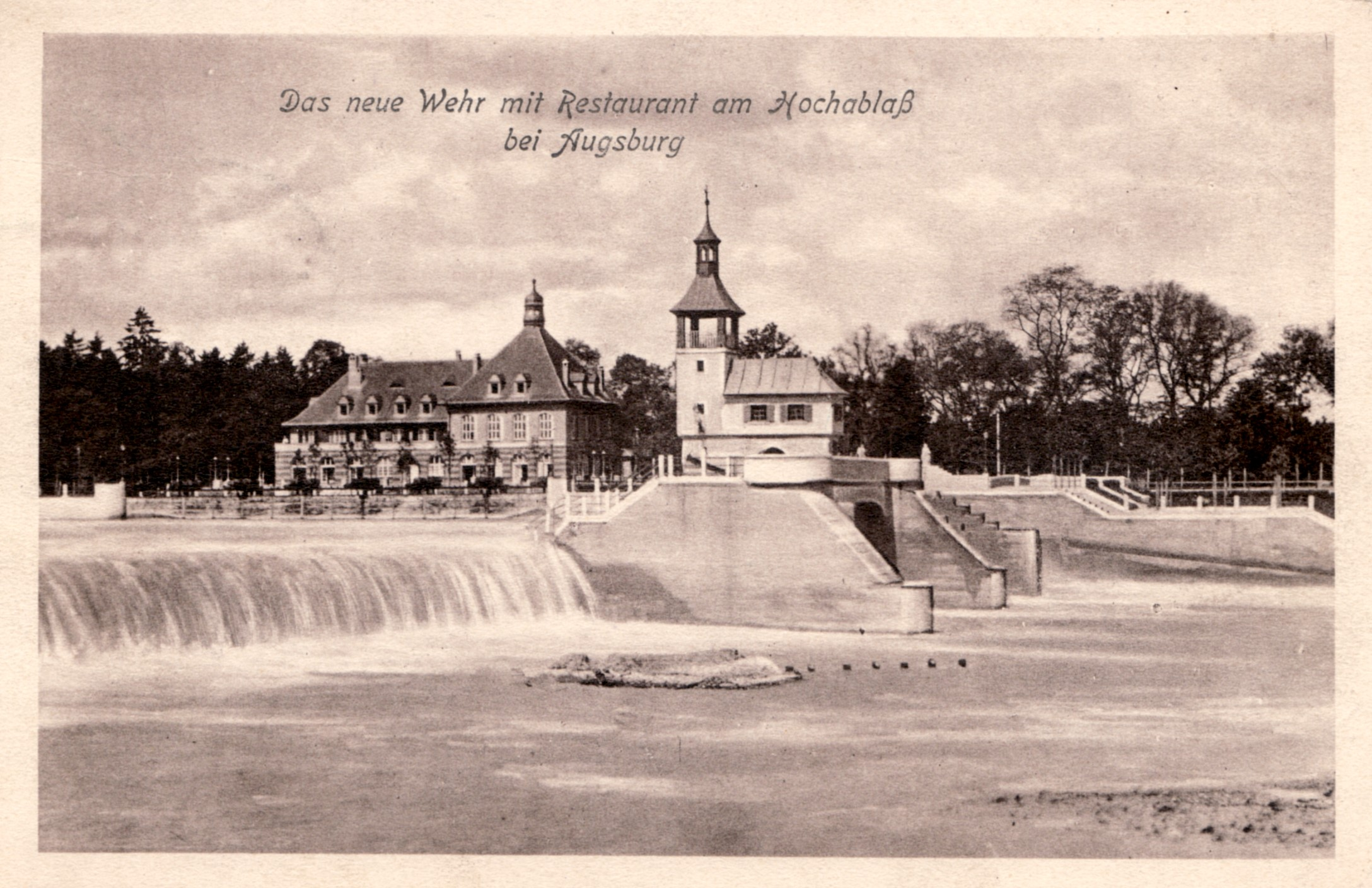
Das neue Hochablasswehr nach dem Wiederaufbau, um 1914
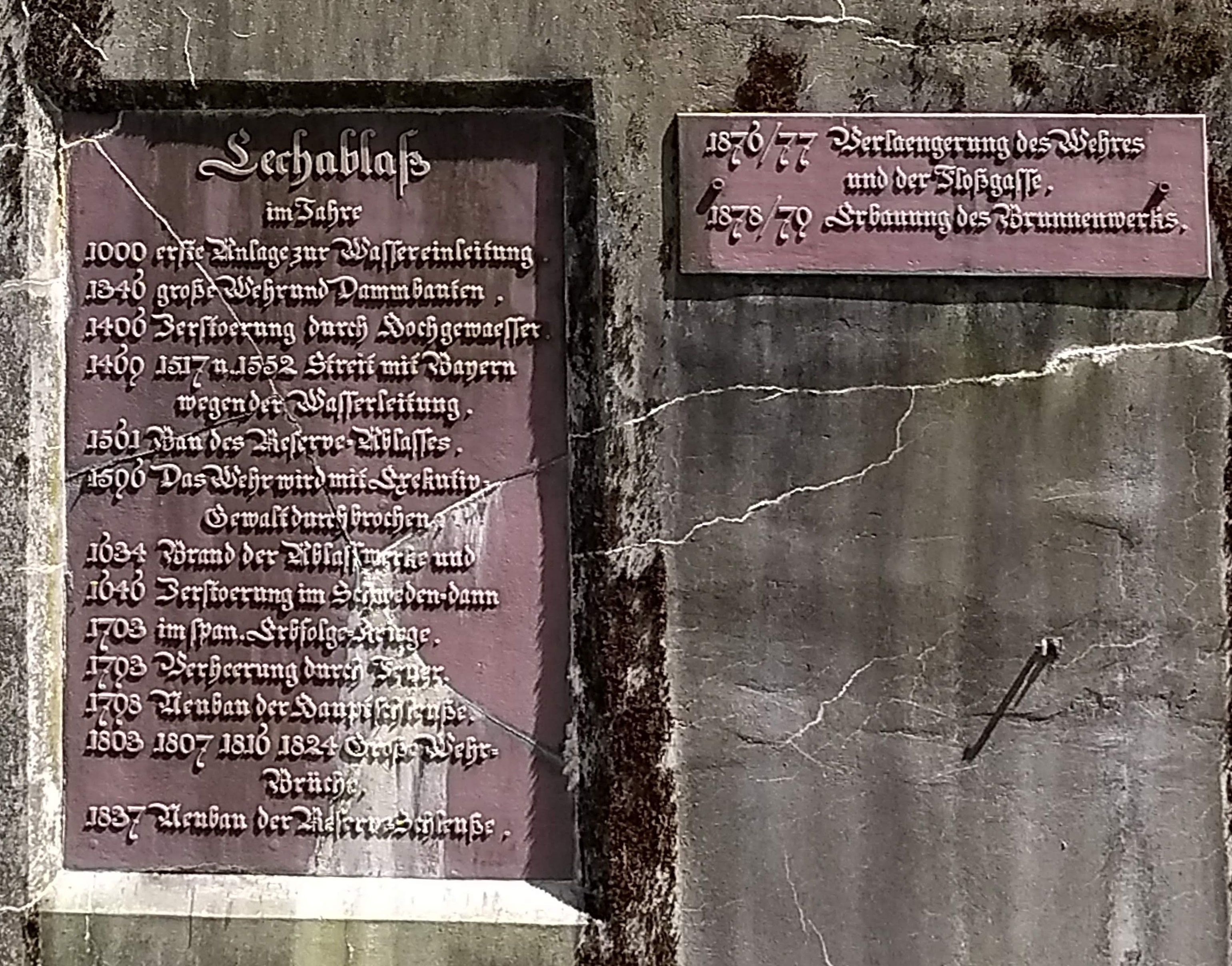
Inschrifttafel am Wehr mit Übersicht der Zerstörungen, Um- und Neubauten

## Heutiger Hochablass

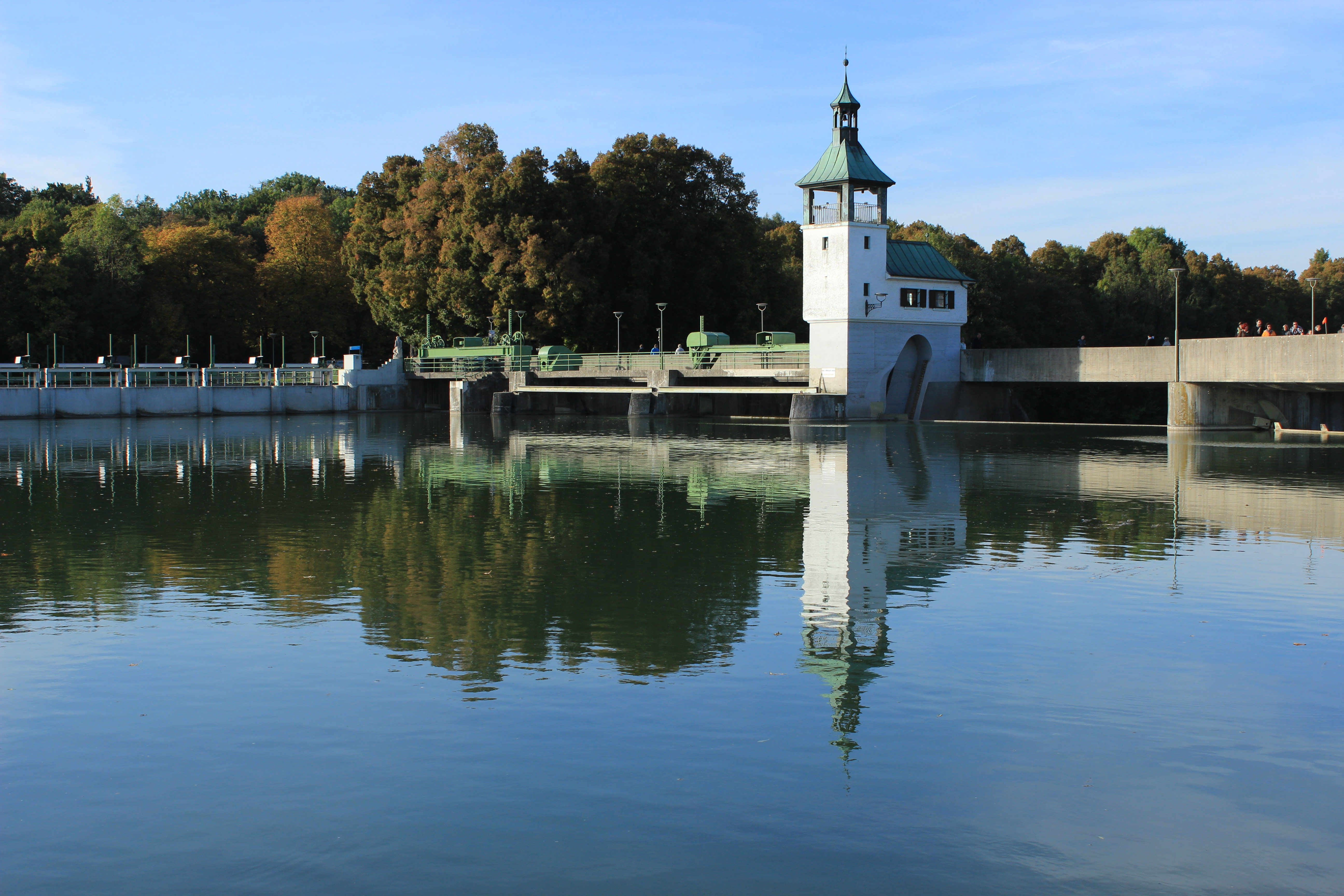
Der Hochablass, in der Mitte das Getriebehäuschen mit Glockenturm

Seit seinem Wiederaufbau 1911/1912 ist der Hochablass eine massive Konstruktion aus Stahlbeton, die sich auf insgesamt 145 Metern Länge dreifach geknickt durch den Lech spannt. Errichtet wurde die heute denkmalgeschützte Anlage mit Fußgängersteg, Getriebehäuschen und Glockenturm im Wesentlichen vom damaligen Augsburger Stadtbaurat Otto Holzer. Der plastische Schmuck am westlichen Brückenkopf (ein Flößer und eine Spinnerin mit Spindel, Füllhorn und Turbinenrad) stammt von Josef Köpf. Der Fußgängersteg über den Hochablass sowie der 20 m breite Walzenwehrverschluss aus dem Jahr 1911 wurden 2017 saniert.

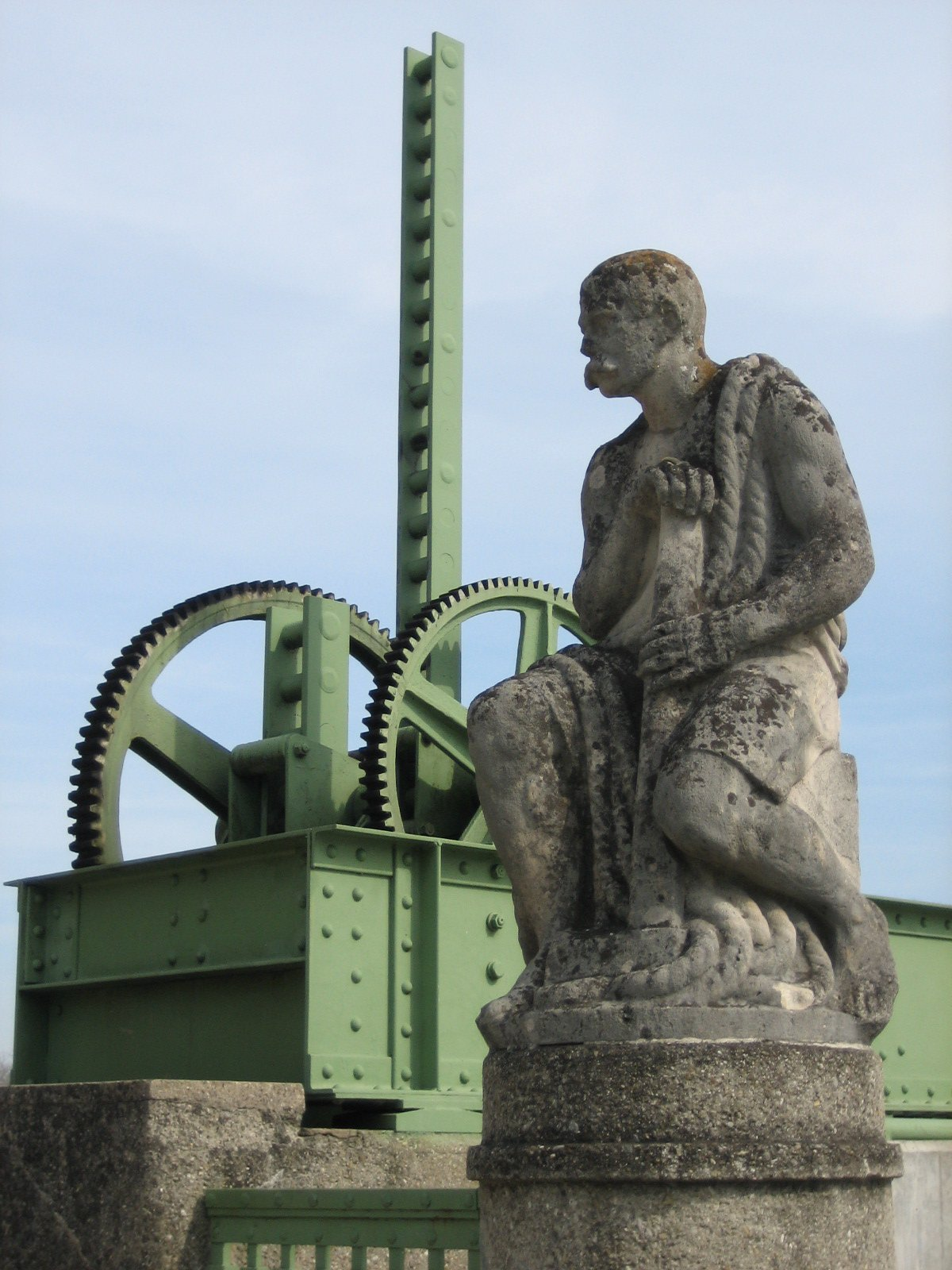
Der Flößer symbolisiert die durch den Hochablass ermöglichte Flößerei in Augsburg.
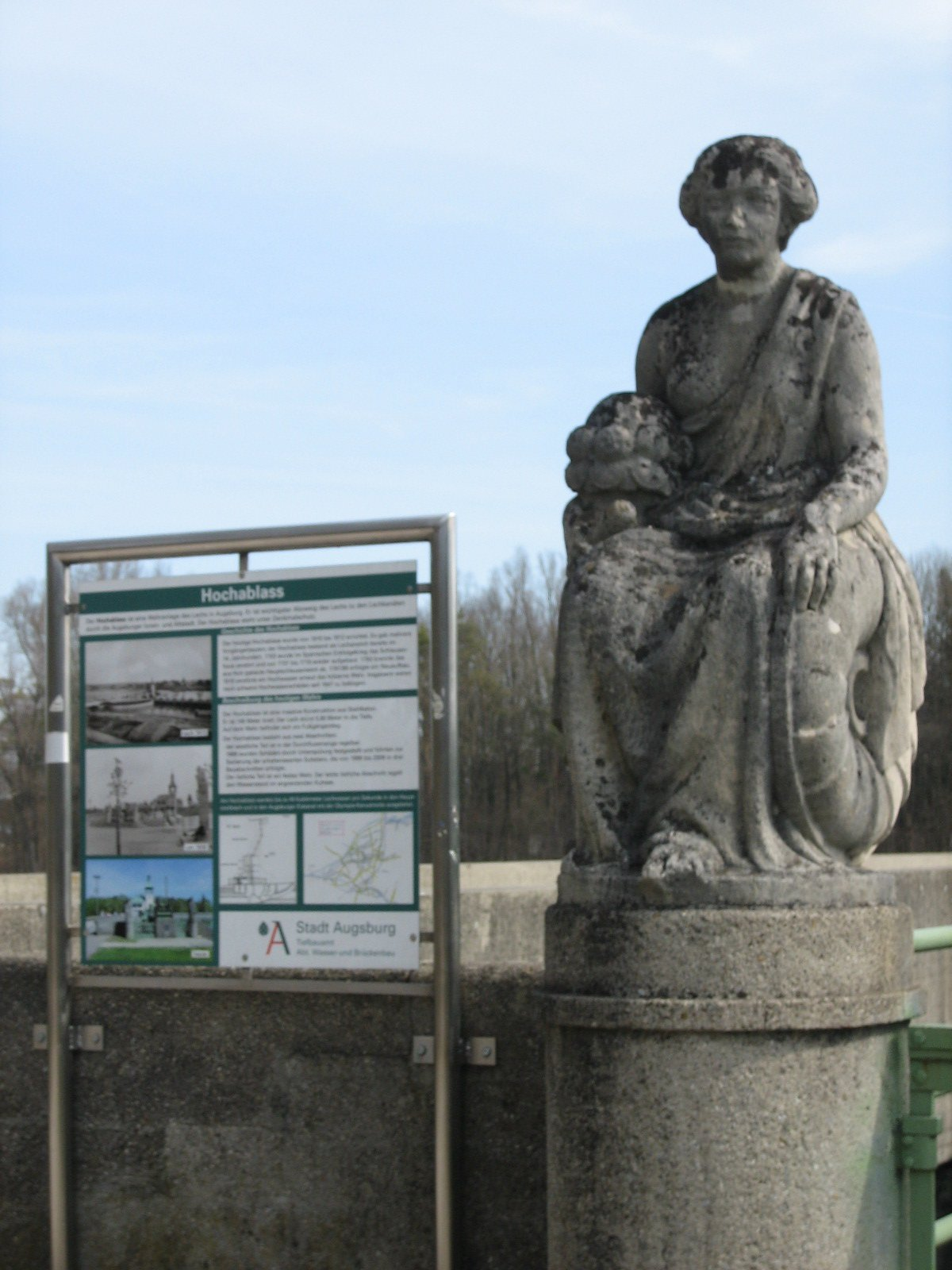
Die Spinnerin symbolisiert die Augsburger Textilindustrie, deren Aufblühen der Hochablass ermöglichte.
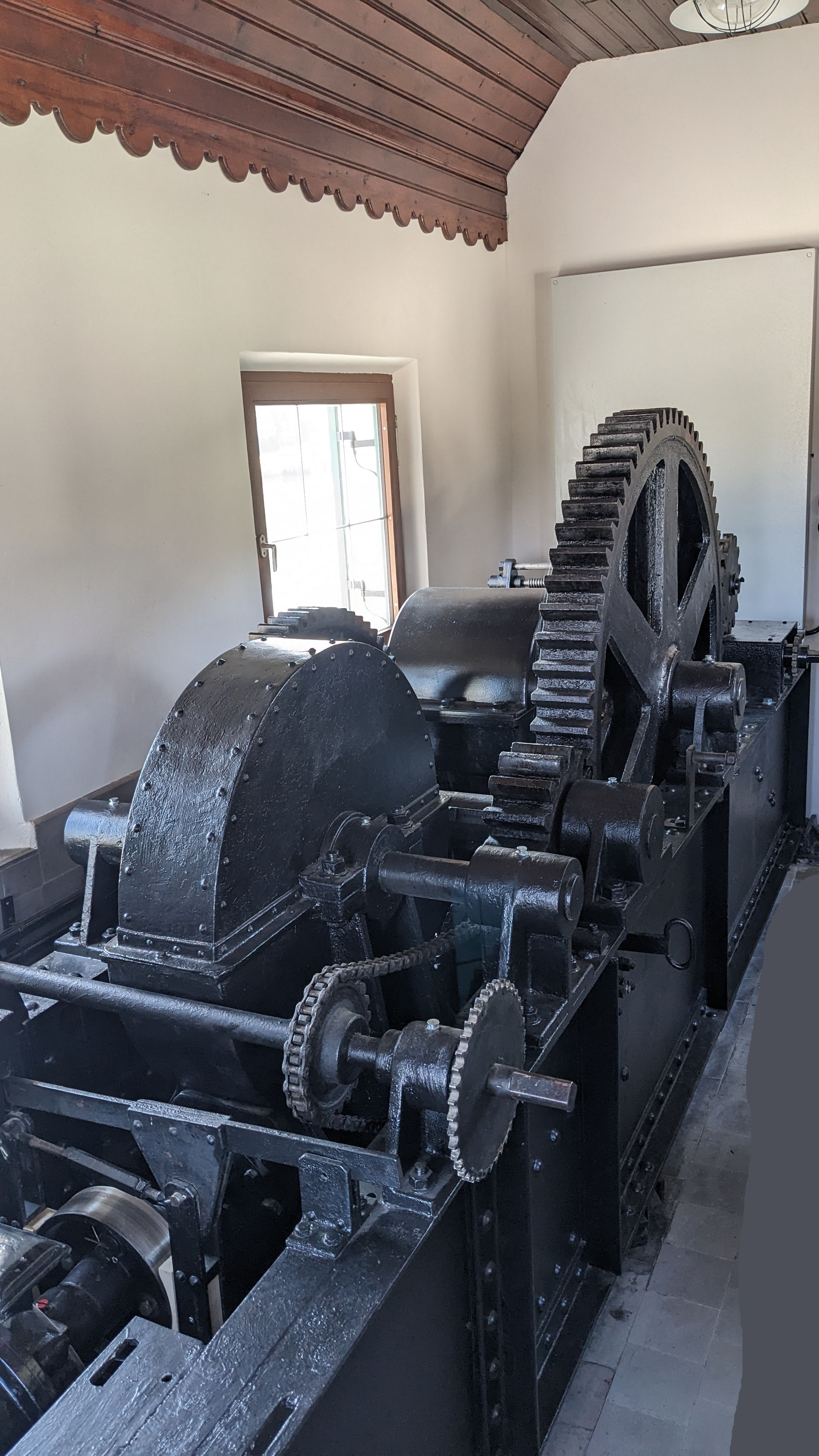
Getriebe zur Wehrsteuerung im Getriebehäuschen

### Technischer Aufbau

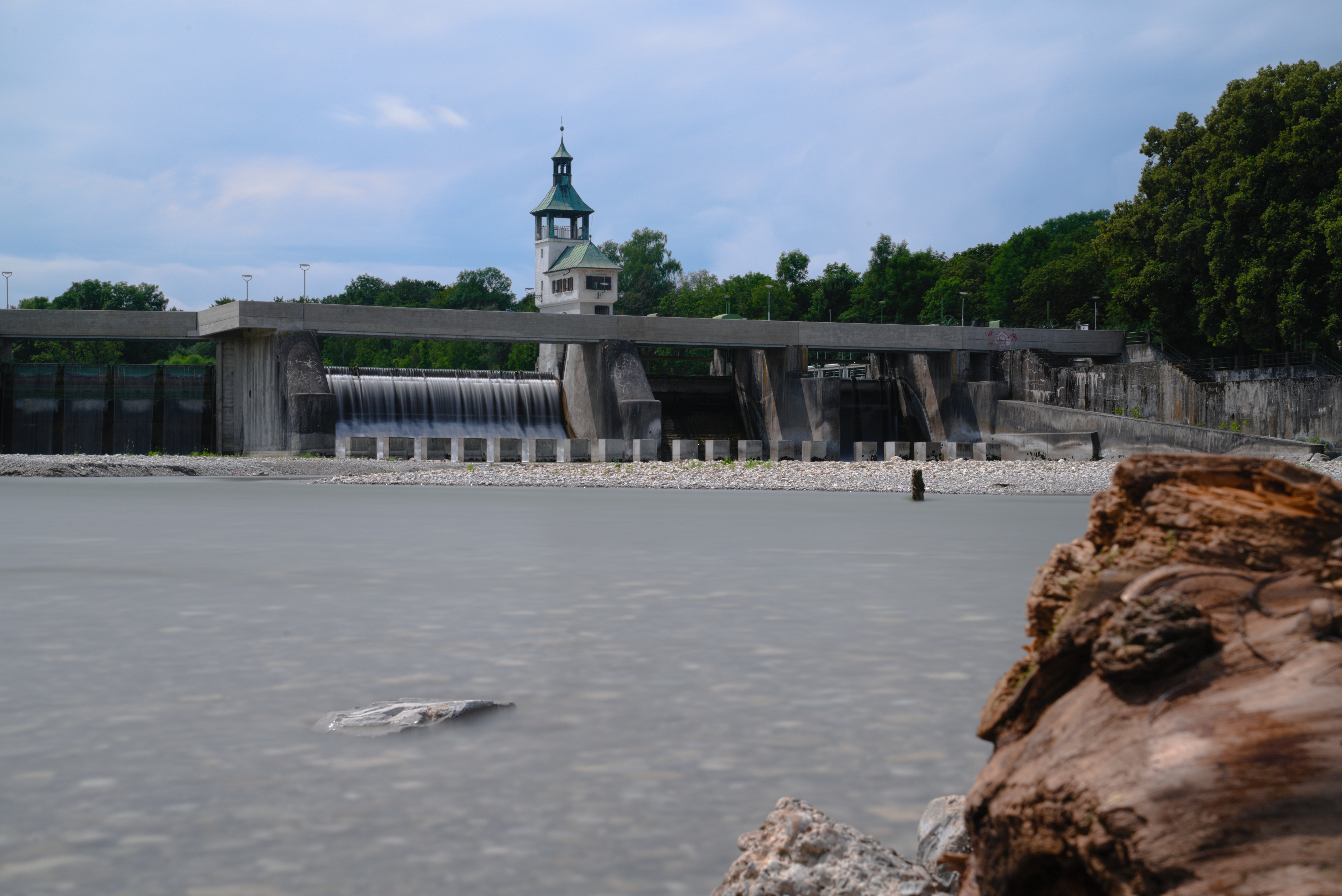
Das Wehr mit seinen „Wasserfällen“

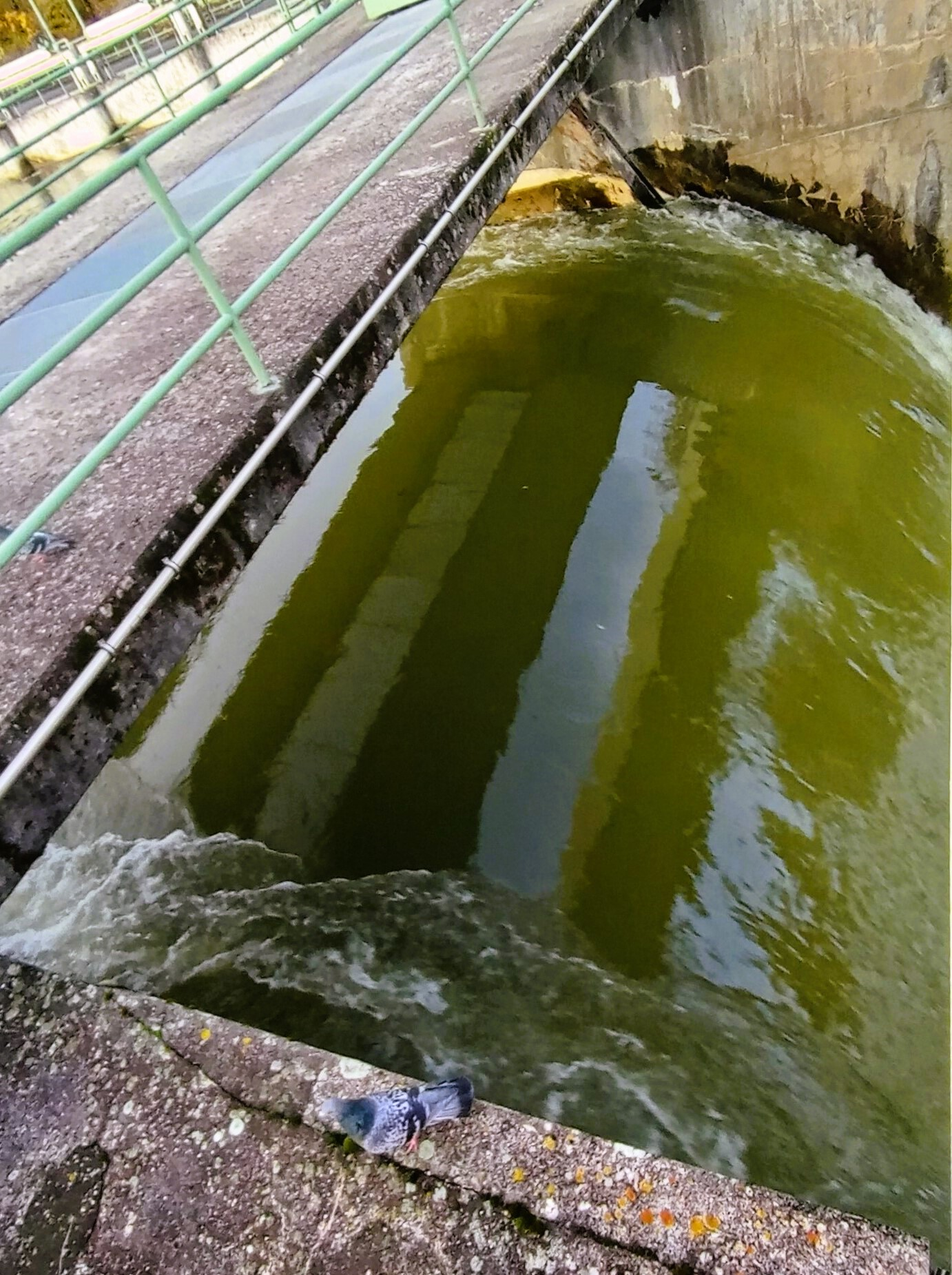
Ein Walzenwehr-Segment

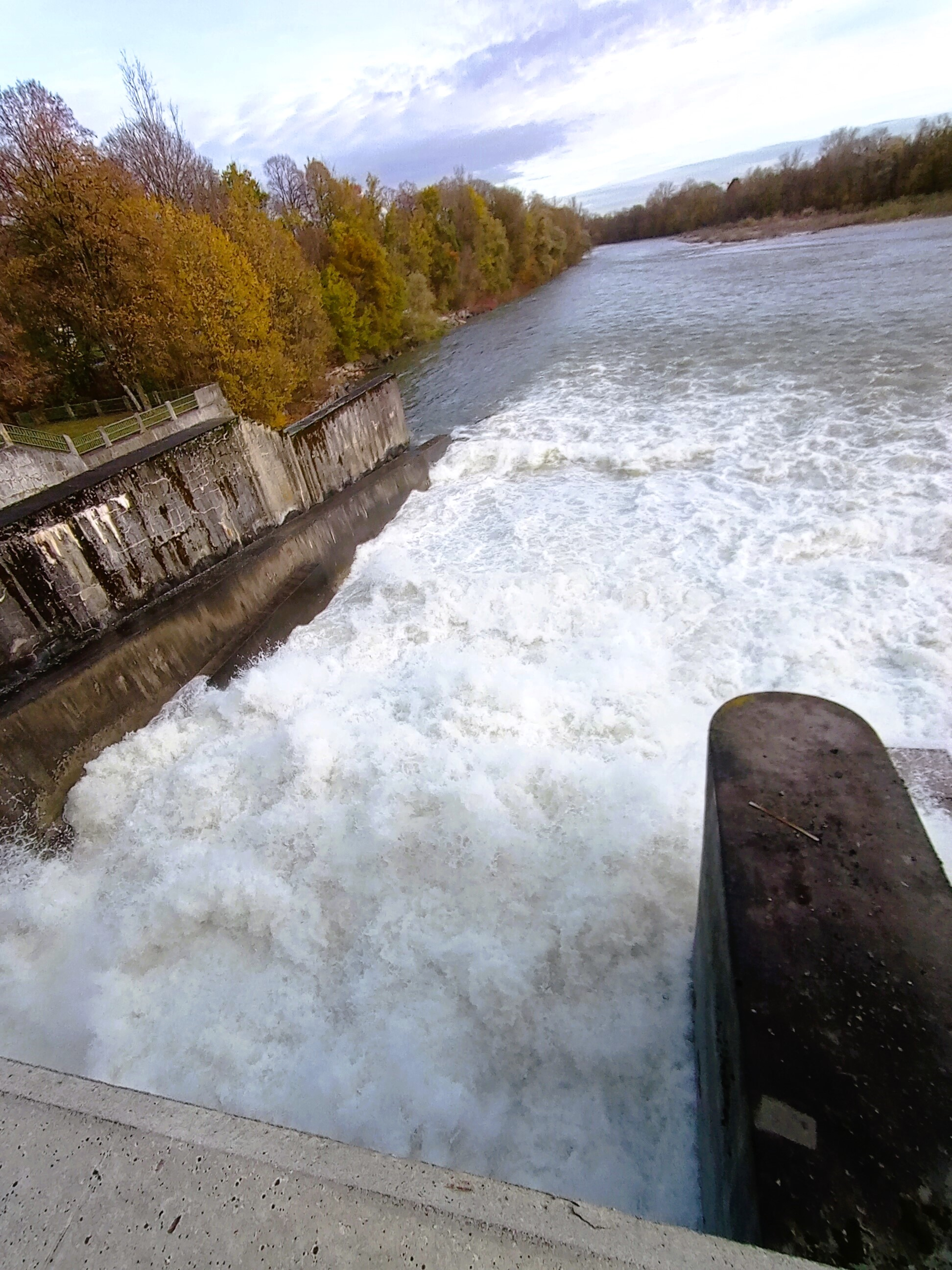
Der Grundablass

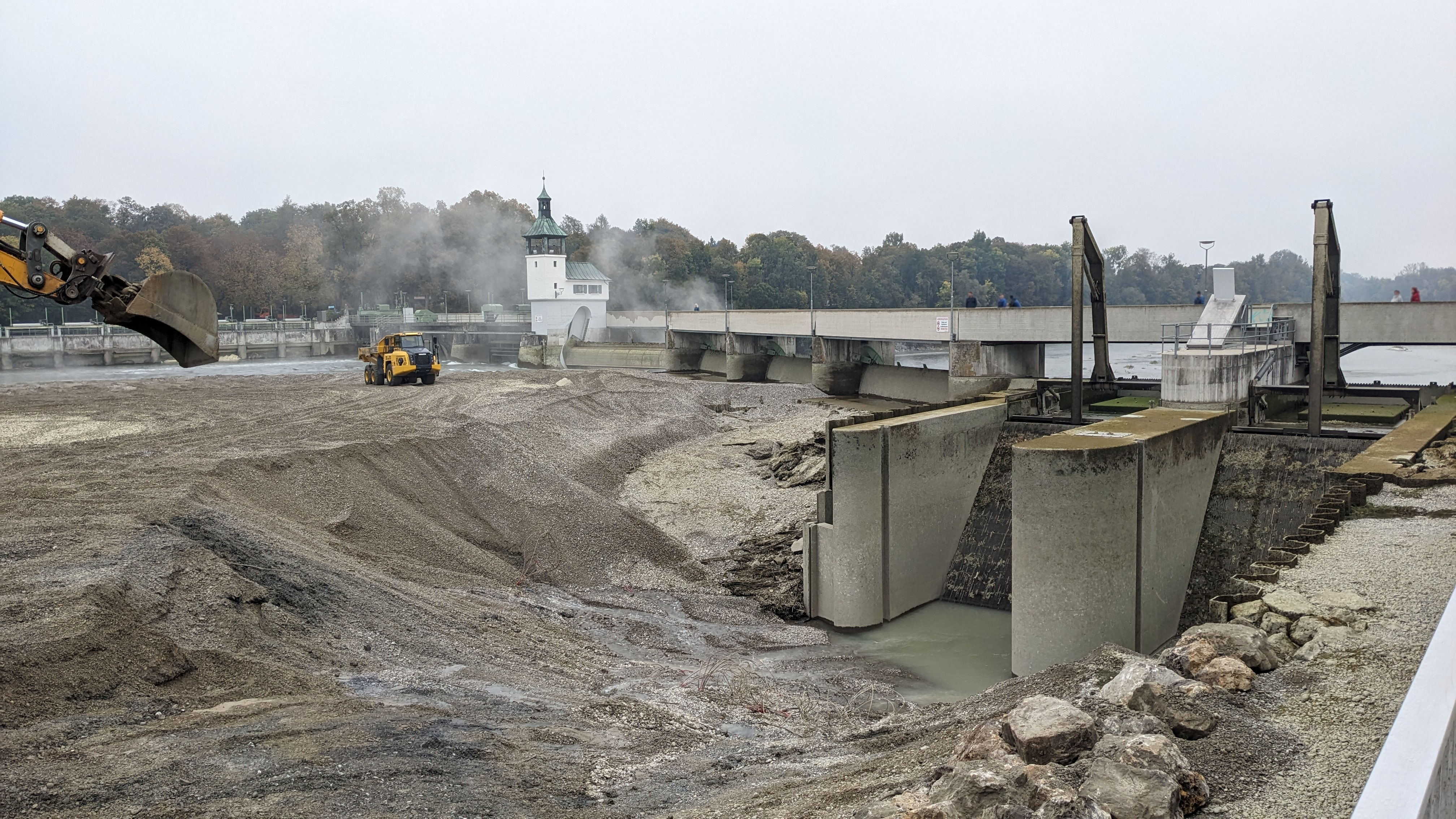
Kiesabgrabung 2023 vor den Turbineneinlässen am Hochablass

Das Hochablasswehr wurde in den Jahren 1935 und 1970 modifiziert und saniert. Nach dem schweren Pfingsthochwasser 1999 wurden Schäden durch Unterspülung festgestellt; saniert wurde in zwei Bauabschnitten in den Jahren 1999 bis 2003. Das Wehr besteht (Stand 2004) aus folgenden Abschnitten, von Ost nach West:
- Dem Aus- und Überlauf des Kuhsees. (ca. 2013 dauerhaft verschlossen durch Kiesaufschüttung; hier konnte bei Bedarf der Wasserspiegel des Kuhsees um einen Meter abgesenkt werden.)
- Zwei feste Wehre mit 6,3 m Fallhöhe.
- Drei Wehre mit selbstregulierenden Gegengewichtsklappen.
- Ein 20 m langes Walzenwehr mit einer Verschlusshöhe von 3 m, der Grundablass des Wehrs. Wenn es geöffnet wird, fließen bis zu 154 Kubikmeter Wasser pro Sekunde hindurch und die Unterströmung reißt das Geschiebe, d. h. den vom Fluss antransportierten Kies, hindurch. Beim Walzenwehr befindet sich ein Getriebehaus mit einem Beobachtungsturm und einer Alarmglocke im Dachreiter.
- Ein 12 m langes Wehr mit Doppelschütz. Es hat eine Verschlusshöhe von 2,5 m und einen Durchlass von bis zu 55 Kubikmetern Wasser pro Sekunde. Die Schütztafel ist zweigeteilt, dadurch kann die Ober- und Unterströmung separat reguliert werden.
- Ein Wehr mit Fischbauchklappe zur Feinregulierung des Oberwasserstandes.
- Eine Fischtreppe.
- Eine Kiesschleuse mit Doppelschütz.

### Abgeleitete Kanäle
Auf der Westseite des Hochablasswehres wird das Wasser in den Hauptstadtbach gespeist. Hier werden bis zu 45 Kubikmeter Wasser pro Sekunde ausgeleitet. Das Einlaufbauwerk besitzt elf elektromotorisch betriebene Einfach- und Doppelschütze.
Der Hauptstadtbach versorgt den größten Teil der Lechkanäle der Augsburger Altstadt und die Kanäle des Augsburger Textilviertels. Vom Hauptstadtbach zweigt zunächst links ein Kanal, der Neubach, zum Wasserwerk am Hochablass ab und mündet in den Hauptstadtbach zurück. Heute ist dieses ehemalige Wasserwerk ein Wasserkraftwerk, ein Technikmuseum und eine Informationszentrale zur Augsburger Trinkwasserversorgung. Rechts zweigt der Augsburger Eiskanal ab, der in den Lech zurückführt. Er diente ursprünglich als Umgehungskanal für Treibeis, damit dieses im Winter nicht die Turbinen des Wasserwerks am Hochablass beschädigte. Im Jahr 1971 wurde er in eine Kanustrecke der Olympischen Sommerspiele 1972 umgebaut.

### Neues Wasserkraftwerk
2012 bis 2013 wurde an der Ostseite des Hochablasswehrs ein neues, vollständig unter Wasser liegendes Wasserkraftwerk mit zwei Turbinen gebaut, um 4000 Haushalte mit Strom zu versorgen. Das Kraftwerk ging am 22. Dezember 2013 in Betrieb.
Der im Osten gelegene Ablauf des Kuhsees wurde bis heute nicht zu der geplanten Fischtreppe umgebaut. An dieser Stelle lassen sich noch gut die Überreste der Baustelle erkennen.